# Нусантара (місто)
Нусанта́ра (індонез. Nusantara) — місто, що будується в Індонезії, в яке планується перенести столицю країни з Джакарти. Розташований на острові Калімантан, на території провінції Східний Калімантан, проте вже запущено процес виділення міста та його околиць у особливий столичний округ, за статусом рівний провінції. Переміщення центральних органів державної влади передбачається здійснити поетапно до 2024 року.
Плани щодо створення нової столиці були оголошені у 2019 році, містобудівні роботи розпочато у 2021 році. Назва нової столиці офіційно затверджена у січні 2022 року, керівництво відповідного адміністративно-територіального органу призначено у березні 2022 року.
Рішення керівництва Індонезії про перенесення столиці мотивується перенаселеністю Джакарти, інфраструктурними та екологічними проблемами мегаполісу, а також прагненням до більш збалансованого соціально-економічного розвитку західних та східних регіонів країни.

## Історія
Столичний статус був успадкований Джакартою з колоніальних часів: це місто, яке називалося до 1945 року Батавією, було протягом століть адміністративним центром Нідерландської Ост-Індії. У ході війни за незалежність Джакарта тривалий час була окупована голландцями, і в цей час столичні функції виконували Джокьякарта та Букіттінґі. Однак у 1950 році після завершення протистояння з Нідерландами та об'єднання більшої частини їх колишніх ост-індських володінь у складі унітарної Республіки Індонезії столичний статус Джакарти був повною мірою відновлений.

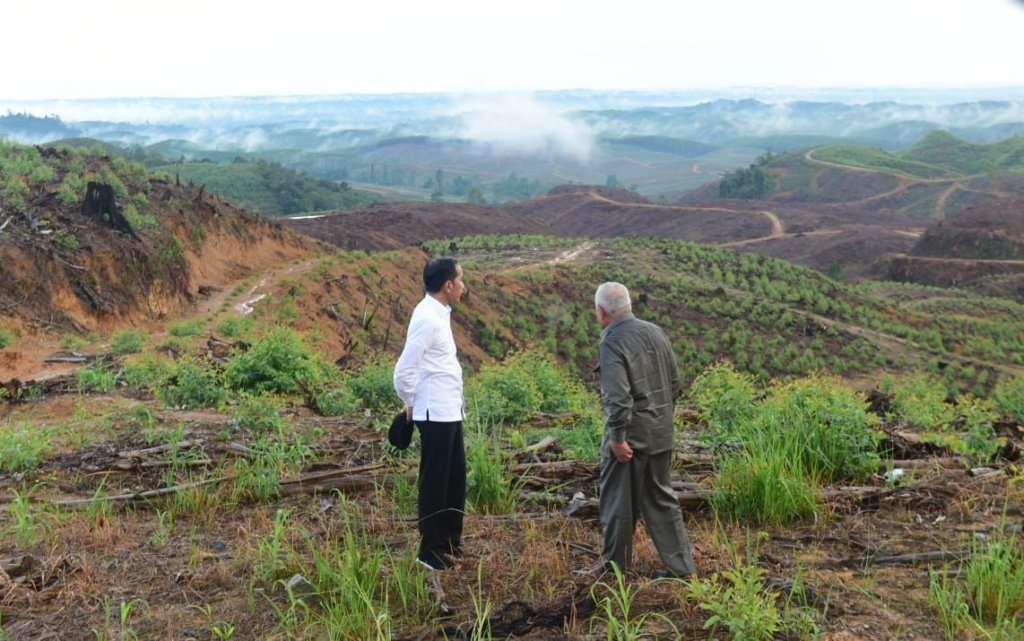
Президент Джоко Відодо відвідує місце, де планується побудувати нову столицю. Грудень 2019 року

Водночас у наступні десятиліття у громадських та політичних колах Індонезії періодично висловлювалися ідеї про перенесення столиці країни до іншого місця. Головним аргументом на користь такого рішення була перенаселеність Джакарти, яка, у свою чергу, породжувала серйозні соціальні, інфраструктурні та екологічні проблеми. Крім того, у переміщенні столиці деякі вбачали засіб виправлення помітного територіального дисбалансу у соціально-економічному розвитку Індонезії, за якого Ява і деякі інші західні райони країни, що примикають до неї, є центром господарської діяльності, а малонаселені центральні та східні території помітно відстають за всіма відповідними показниками. У цьому ролі кандидатур нову столицю нерідко називалися Баликпапан і Самаринда, розташовані на індонезійської частини Калімантану, що є географічний центр країни.

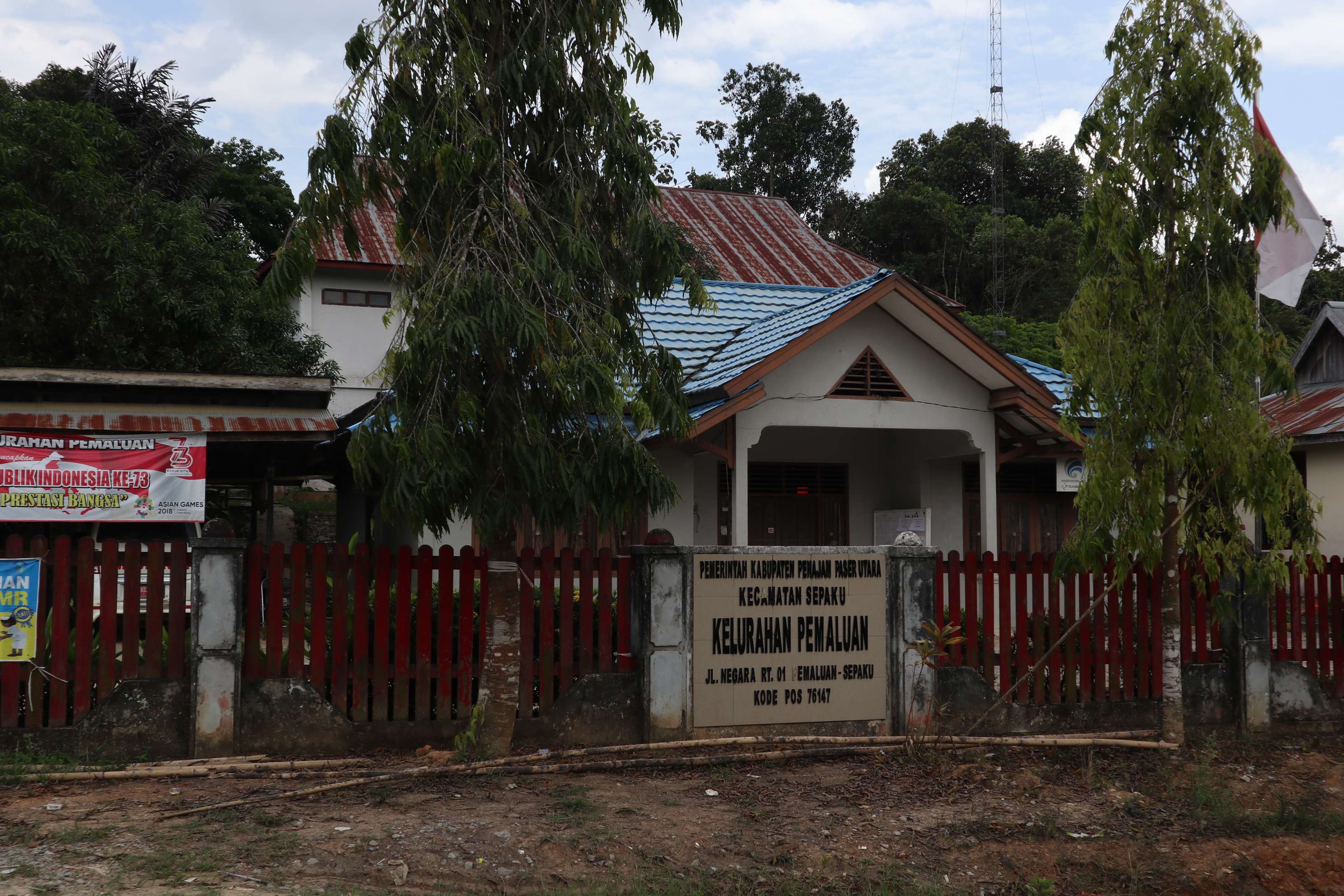
Майбутній центр нової столиці

У 2020 році процес реалізації проекту з перенесення столиці помітно сповільнився через проблеми, пов'язані з поширенням коронавірусної інфекції. Проте вже у першій половині наступного року адміністрація Джоко Відодо активізувала відповідні зусилля, і у вересні розроблений нею законопроект про перенесення столиці був представлений до Ради народних представників — нижньої палати Народного консультативного конгресу Індонезії, яка має реальні законодавчі повноваження. 18 січня 2022 року він був схвалений парламентарями та набув правову силу під назвою «Закон про столицю держави».

## Назва
17 січня 2022 року, напередодні ухвалення закону про столицю Радою народних представників, було оголошено назву нового міста - Нусантара. Відповідне рішення глави держави було доведено до парламентарів міністром із планування національного розвитку Сухарсо Моноарфою[en]. Повідомлялося, що Джоко Відодо вибрав найменування більш ніж з 80 запропонованих йому варіантів, серед яких були Негара-Джая, Нусантара-Джая, Нуса-Кар'я, Пертивіпура та Чакравалапура.
Слово «Нусанта́ра», що має дуже широке ходіння в сучасній індонезійській мові, походить від старояванських слів «нуса» (яв. nusa – «острів», «земля») і «антара» (яв. antara – «між», «поза» ) і буквально може бути перекладено як «міжострів'я», «архіпелаг». Це поняття було введено в обіг у середньовічній яванській літературі періоду розквіту Маджапахіта і спочатку означало всі території, що входили до цієї держави з центром на Яві. До середини XX століття воно набуло двох основних значень. У першому їх є ліричним чи патетичним позначенням рідної держави — Індонезії. У другому має на увазі як мінімум весь Малайський архіпелаг, а часто взагалі всю область розселення австронезійських народів, що включає також Малакку, Тайвань, Мадагаскар і принаймні частину Океанії.

## Адміністративно-територіальний устрій

Територія з складу двох округів, відведена під нову столицю

Відповідно до «Закону про столицю держави» територія майбутньої столиці має бути виділена в окрему адміністративно-територіальну освіту, яка за статусом дорівнює провінції. Це повністю відтворює нинішній статус Джакарти, що є особливим столичним округом. Новий столичний округ займе суміжні райони східнокалімантанських округів Кутай-Картанегара та Пенаджам-Північний Пасер. Його площа за проектом складає 2561 км. В рамках цієї території безпосередньо під місто передбачається відвести 562 км, з яких 68,5 км займе центральний район, призначений для адміністративної забудови. Останній буде розташований на місці нинішніх районів Сепаку і Самбоджа, що належать, відповідно, до територій двох вищевказаних округів. Завершити поетапний процес перенесення столиці відповідно до закону передбачається у 2024 році. Президент Джоко Відодо висловив упевненість, що своє національне свято того року країна зустрічатиме вже з новою столицею — тобто переїзд основних органів державної влади до Нусантари має на увазі здійснити до 17 серпня 2024.
Для управління Нусантарою відповідно до прийнятого 18 січня 2022 року закону було засновано нову державну структуру — Адміністрацію державної столиці Нусантари (індон. Otorita Ibu Kota Negara Nusantara) з «гібридними» повноваженнями: вона має поєднувати функції урядового відомства та влади територіальної одиниці. 10 березня 2022 року її керівником - з офіційним введенням до складу урядового кабінету - був призначений Бамбанг Сусантоно, який обіймав у 2009—2014 роках посаду заступника міністра транспорту, а пізніше входив до керівних органів національної авіакомпанії Garuda Indonesia та низки великих комерційних структур. Його єдиним заступником був призначений Доні Рахаю - відомий девелопер, архітектор і ландшафтний дизайнер, який брав активну участь у розробці проекту будівництва нової столиці.

## Критика
Перенесення столиці, яке здійснюється в такі стислі терміни, стало однією з найбільш резонансних подій у житті Індонезії останнім часом. Незважаючи на те, що президенту Джоко Відодо вдалося забезпечити підтримку своєї ініціативи з боку всіх представлених у парламенті політичних партій, окрім Партії справедливості та благоденства, критика на адресу цього проекту звучить як серед індонезійського істеблішменту, так і в широких громадських колах. Зауваження викликають передусім великі фінансові витрати, пов'язані з перенесенням столиці, які особливо відчутними в умовах економічного спаду, викликаного пандемією коронавірусу. Висловлюється невдоволення щодо того, що таке важливе рішення було ухвалено без належного громадського обговорення.

## Міста-побратими
Ще до завершення будівництва основних об'єктів міської інфраструктури розпочалося встановлення побратимських відносин Нусантари із містами інших країн. Першим її побратимом стала столиця Казахстану Астана: відповідну угоду було підписано в липні 2023 року.
Міста-побратими Нусантари
| Місто  | Рік  | Країна    |
| ------ | ---- | --------- |
| Астана | 2023 | Казахстан |